# Матьяш I (король Венгрии)
Матьяш I Корвин или Матьяш Хуньяди (23 февраля 1443, Коложвар, Трансильвания — 6 апреля 1490, Вена, Австрия) — венгерский король из трансильванского магнатского рода Хуньяди, при котором средневековое Венгерское королевство достигло пика своего могущества.
Матьяш был провозглашён королём Венгрии 24 января 1458 года. Был также королём Хорватии (с 1458 года), Чехии (с 1469 года) и герцогом Австрии (с 1487 года). После десятилетий феодального хаоса восстановил венгерскую государственность путём проведения многослойных реформ. Первый ренессансный правитель Восточной Европы, покровитель художников и архитекторов. Его соперничество с Фридрихом III вылилось в вооружённый конфликт с Габсбургами, в ходе которого Корвин взял Вену. Прозвище «Корвин», или «Ворон», он получил оттого, что именно эта птица изображена на его гербе. По-венгерски его имя звучит как Hunyadi Mátyás или Mátyás király («король Матьяш»), по-латыни Matthias Corvinus («ворон»), по-словацки Matej Korvín, по-чешски Matyáš Korvín, по-румынски Matei Corvin, по-сербохорватски Matija Korvin.

## Происхождение
Младший сын Эржебет Силадьи и выдающегося полководца Яноша Хуньяди, возглавившего борьбу с наступавшими на Балканский полуостров турками-османами и завоевавшего благодаря этому значительный авторитет. Среди воспитателей Матьяша были ведущие центральноевропейские представители гуманизма — Янош Витез и Григорий Сяноцкий. В соответствии с соглашением с сербским деспотом Юрием Бранковичем и его зятем словенским графом Ульриком Циллеи в 1451 году Матьяш обручился с дочерью последнего Эржебет (Елизаветой), которая, впрочем, умерла ещё в 1455 году.
Под Белградом в 1456 году его отец Янош Хуньяди временно остановил продвижение турок, однако вскоре умер в результате вспыхнувшей эпидемии чумы, а его успехи вызывали опасения кругов, стоявших за малолетним королём Ласло V (Ладиславом Постумом). Чтобы не допустить семью Хуньяди к власти, в 1457 году король приказал казнить по обвинению в государственной измене и причастности к убийству Ульрика Циллеи старшего сына Хуньяди — Ласло Хуньяди, а 14-летний Матьяш Хуньяди был заточён сначала в Вене, а затем в Праге. В ответ на гонения против семьи Хуньяди сразу после скоропостижной смерти Ласло V 23 ноября 1457 года в стране разгорелась борьба национального среднего дворянства за избрание следующим королём Матьяша Хуньяди.

### Детство (1443—1457)

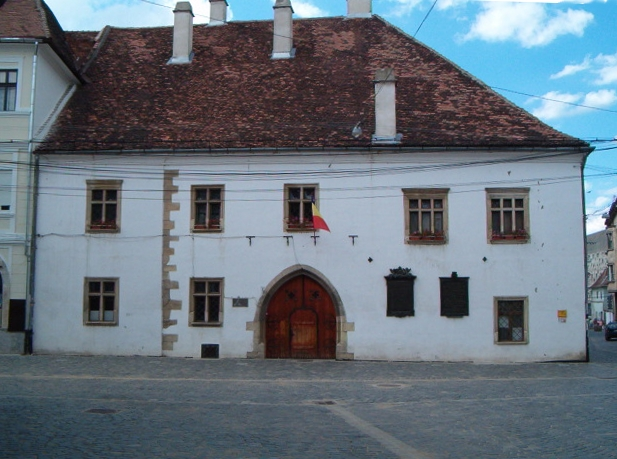
Дом, в котором родился Матьяш Хуньяди

Матьяш родился в Коложваре (ныне Клуж-Напоке в Румынии) 23 февраля 1443 года. Он был вторым сыном Яноша Хуньяди и его жены Эржебет Силадьи. Образованием Матьяша занималась его мать из-за отсутствия отца. Многие из самых ученых людей Центральной Европы, в том числе Гжегож из Санока и Янош Витез, часто посещали двор Хуньяди, когда Матьяш был ребёнком. Бывший наставник короля Польши Владислава III Гжегож из Санока был единственным известным учителем Матьяша. Под влиянием этих ученых будущий король стал ярым сторонником гуманизма эпохи Возрождения.
В детстве Матьяш выучил множество языков и читал классическую литературу, особенно военные трактаты. По словам поэта и придворного историка Антонио Бонфини, Матьяш «знал все языки Европы», за исключением турецкого и греческого. Хотя это было преувеличением, Хуньяди, без сомнения, говорил на венгерском, латыни, итальянском, польском, чешском и немецком языках. Польский историк конца XVI века Кшиштофф Варшевецкий писал, что Матьяш также мог понимать румынский язык посланников князя Молдавии Стефана Великого.
Согласно договору между Яношем Хуньяди и деспотом Сербии Георгием Бранковичем, Матьяш и внучка деспота Елизавета Цельская были помолвлены 7 августа 1451 года. Елизавета была дочерью графа Цельского Ульриха, который был связан с прежним королём Венгрии Ладиславом Постумом и противником отца Матьяша. Из-за новых конфликтов между Хуньяди и Ульрихом брак их детей состоялся только в 1455 году. Елизавета поселилась в поместьях Хуньяди, но вскоре Матьяша отправили к королевскому двору, подразумевая, что их брак был скрытым обменом заложниками между их семьями. Елизавета умерла до конца 1455 года.
Янош Хуньяди умер 11 августа 1456 года, менее чем через три недели после своей величайшей победы над османами в Белграде. Главой семьи стал старший сын Яноша и брат Матьяша Ласло. Конфликт Ласло с Ульрихом Цельским закончился захватом и убийством Ульриха 9 ноября. Под давлением король пообещал, что никогда не будет мстить Хуньяди за убийство Ульриха. Однако это убийство настроило против него большинство баронов, в том числе палатина Ласло II Гараи, королевского судью Ладислава Палоци и воеводу Трансильвании Миклоша Уйлаки. Воспользовавшись их негодованием, король заключил братьев Хуньяди в тюрьму в Буде 14 марта 1457 года. Королевский совет приговорил их к смерти за государственную измену, и Ласло Хуньяди был обезглавлен 16 марта.
Матьяша держали в плену в маленьком домике в Буде. Его мать и её брат Михай Силадьи подняли восстание против короля и заняли большие территории в регионах к востоку от реки Тиса. Король Ласло бежал в Вену в середине 1457 года и из Вены в Прагу в сентябре, взяв с собой Матьяша. Гражданская война между повстанцами и верными монарху баронами, продолжалась до внезапной смерти молодого короля 23 ноября 1457 года. После этого король Чехии Йиржи из Подебрад взял Матьяша в плен.

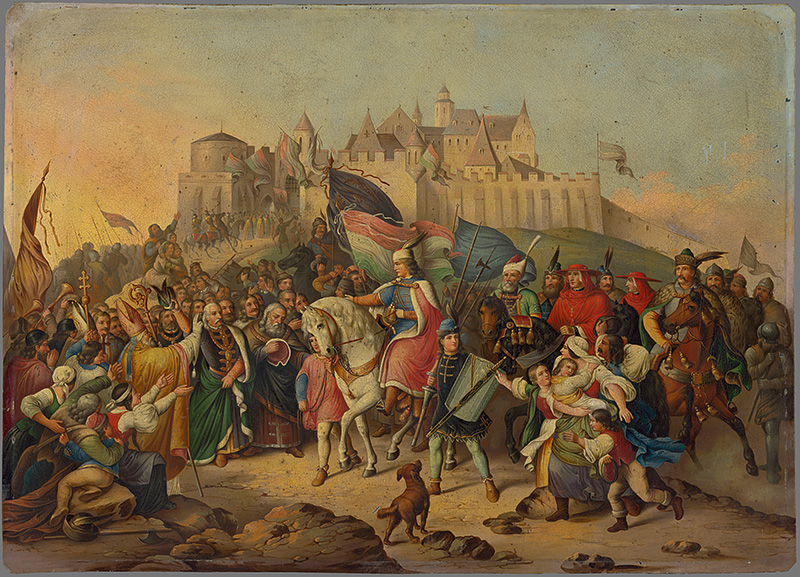
Хенрик Вебер Прибытие короля Матьяша в Буду

### Избрание королём (1457—1458)
Король Ласло умер бездетным в 1457 году. Его старшая сестра Анна и её муж ландграф Тюрингии Вильгельм III, претендовали на его наследство, но не получили поддержки от сословий. Сейм Венгрии был созван в Пеште для избрания нового короля в январе 1458 года Легат папы Каликста III кардинал Хуан Карвахаль был поклонником Яноша Хуньяди и начал открытую кампанию в поддержку Матьяша.
Избрание Матьяша королем было единственным способом избежать затяжной гражданской войны. Ласло Гарай был первым бароном, который сдался. На встрече с матерью и дядей Матьяша он пообещал, что он и его союзники будут способствовать его избранию, а Михай Силадьи пообещал, что его племянник никогда не будет мстить за казнь Ласло Хуньяди. Они также договорились, что Матьяш женится на дочери палатина Анне — невесте его казнённого брата.
Силадьи прибыл на сейм с 15 000 солдат, запугав собравшихся в Буде баронов. Воодушевленные им, дворяне собрались на замёрзшей реке Дунай и 24 января единодушно провозгласили 14-летнего Матьяша королем. В то же время сейм избрал его дядю регентом.

## Восхождение на престол

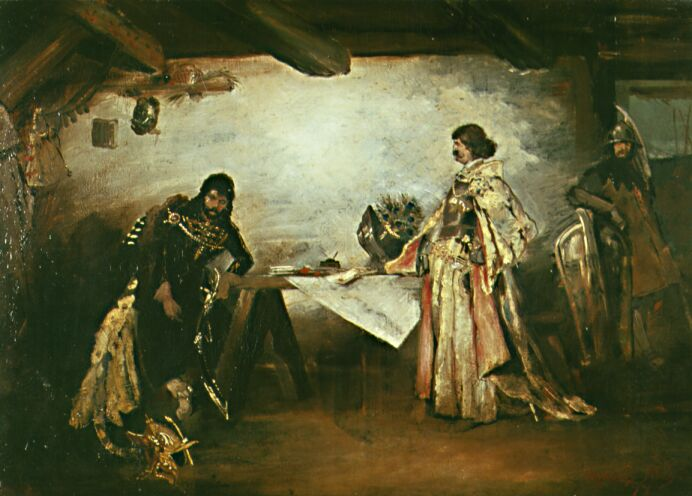
Миколаш Алеш. «Йиржи из Подебрад и Матьяш Корвин»

В январе 1458 года горожане и относительно небогатое дворянство провозгласило Матьяша королём Венгрии, стоя на дунайском льду у крепости Буда. Одновременно дядя Матьяша по материнской линии Михай Силадьи с 15-тысячным ополчением прибыл на собрание в Ракошмезе и принудил землевладельцев-баронов утвердить Матьяша Хуньяди в качестве короля. Сам новопровозглашённый правитель в это время всё ещё находился в заключении в Праге до февраля 1458 года, пока его мать Эржебет Силадьи не заплатила выкуп в 60 000 золотых флоринов за сына, а корона Святого Иштвана оставалась в руках императора Священной Римской империи Фридриха III Габсбурга (Австрийского).
Однако и восхождение Матьяша на престол не прекратило противостояние в обществе: за влияние над Хуньяди разгорелась скрытая борьба между группировками Михая Силадьи (вокруг которого группировались бароны) и эстергомского архиепископа Яноша Витеза, мыслителя-гуманиста и воспитателя нового короля. Победителем в ней оказался Янош Витез, вступивший в переговоры с Йиржи (Георгием) из Подебрад, бывшим гуситом-чашником, ставшим королём Чехии в 1458 году (он и освободил Матьяша за выкуп).
Благодаря усилению позиций Яноша Витеза, он стал новым канцлером, а дочь Йиржи Подебрада Каталина (Катаржина) Подебрад стала первой женой Матьяша Хуньяди в 1463 году (королева умрёт при родах в возрасте всего 14-ти лет, и их ребёнок также немногим пережил её). В свою очередь, Михай Силадьи, требовавший для себя звание и власть регента, был отстранён от государственного управления и отправлен в поход против турок, из которого ему уже не было суждено вернуться. Власти был лишён и могущественный род Гараи, поддерживаемый Силадьи. Крупные землевладельцы — бароны под предводительством палатина Ласло Гараи и трансильванского воеводы Миклоша Уйлаки — выступили против таких решений короля и побудили Фридриха III к вторжению в Западную Венгрию. Волнения баронов продолжались до 1463 года.
Летом 1463 года Матьяш выкупил Священную корону Иштвана I у австрийских Габсбургов за 80 000 золотых форинтов, причём это же соглашение, по которому Фридрих III объявлял Матьяша приёмным сыном и оговаривал право для своей династии занять венгерский трон в случае, если Матьяш умрёт, не оставив прямого наследника, впоследствии послужит формальным основанием для претензий Габсбургов на престол Венгрии. Венгерский правитель был коронован Священной короной 29 марта 1464 года.

### Ранние годы правления и консолидация Венгрии (1458—1464)
Избрание Матьяша было первым случаем, когда представитель местной знати взошёл на королевский трон в Венгрии. Михай Силадьи отправил Яна Витеза в Прагу, чтобы обсудить условия его освобождения с Йиржи, на дочери которого Кунигунде Матьяш обещал жениться. Чешский король согласился отпустить своего будущего зятя за выкуп в 60 тыс. золотых флоринов. Матьяш был сдан венгерским делегатам в Стражнице 9 февраля. При посредничестве Подебрада он примирился с командиром чешских наёмников Яном Искрой из Брандиса, которые доминировали на большей части Верхней Венгрии.
Матьяш въехал в Буду через пять дней он торжественно воссел на трон в церкви Богоматери, но не был коронован, потому что Корона святого Иштвана почти два десятилетия находилась во владении императора Священной Римской империи Фридриха III. 14-летний монарх с самого начала независимо управлял государственными делами, хотя и подтвердил положение своего дяди как регента. Например, 3 марта Матьяш поручил жителям Нагишебена урегулировать свои разногласия с князем Валахии Владом III Цепешем.
Искра был первым бароном, восставшим против Матьяша, в конце марта предложившим трон мужу младшей сестры короля Ласло V Елизаветы и польскому королю Казимиру IV. Но польский сейм отклонил его предложение. Полководец короля Себастьян Розгоньи нанёс поражение солдатам Искры при Шарошпатаке, но вторжение османов в Сербию в апреле вынудило Матьяша заключить перемирие с чехами. Им было разрешено оставить себе замок Шарош и другие укрепленные места в Верхней Венгрии. Матьяш послал епископа Дьёрского Августа Саланки и епископа Вацкого Винсента Силаши в Прагу для коронации Йиржи королем, ради чего «еретик» присягнул Святому Престолу.

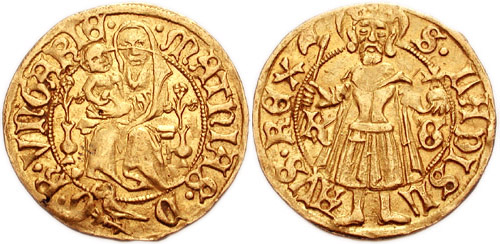
Золотой флорин (форинт) Матьяша Корвина, на аверсе Мадонна с Младенцем,на реверсе король Ладислав I святой

Первый сейм Матьяша собрался в Пеште в мае 1458 года. Сословия приняли почти пятьдесят указов, которые 8 июня ратифицировал сам король вместо регента. В одном указе предписывалось, что король каждый год в Троицу «должен созывать и проводить и распоряжаться о проведении сейма всех дворян королевства лично». Матьяш провёл более 25 сеймов во время своего правления и созывал сословия чаще, чем его предшественники, особенно между 1458 и 1476 годами. Сеймы контролировались баронами, которых Матьяш назначал и увольнял по своему желанию. Например, он уволил палатина Ладислава Гарая и убедил Михая Силадьи уйти с поста регента после того, как летом 1458 года они вступили в лигу. Король назначил новым палатином близкого сторонника своего отца Михая Орсага. Большинство баронов Матьяша происходили из старых аристократических семей, но он также продвигал представителей низшей знати или даже умелых простолюдинов. Например, представители магнатского рода Запольяи Имре и Стефан были обязаны своим состоянием монаршей благосклонности.
В начале правления обычные доходы Матьяша составляли около 250 тыс. золотых флоринов в год. Декрет сейма 1458 г. прямо запрещал введение чрезвычайных налогов. Однако в конце того же года был введён чрезвычайный налог — один золотой флорин с ворот каждого дома или крестьянского двора. Османы заняли форт Голубац в Сербии в августе 1458 года; Матьяш приказал мобилизовать всех дворян. Он совершил набег на территорию Османской империи и разбил силы противника в незначительных стычках. Король Боснии Степан Томаш принял сюзеренитет Матьяша, который уполномочил его сына Степана Томашевича завладеть частями Сербии, которые не были оккупированы османами.
На рубеже 1458 и 1459 годов Матьяш провел сейм в Сегеде, чтобы подготовиться к войне против Османской империи. Однако слухи о заговоре вынудили его вернуться в Буду. Слухи подтвердились, потому что по крайней мере 30 баронов, в том числе Ладислав Гарай, Миклош Уйлаки и Ладислав Канижай, встретились в Неметуйваре и 17 февраля 1459 года предложили трон императору Фридриху III. Даже Йиржи Подебрадский отвернулся от Матьяша, когда Фридрих пообещал ему сделать его наместником Священной Римской империи. Хотя объединённые войска императора и мятежных баронов нанесли поражение королевской армии при Кёрменде 27 марта, Гарай к тому времени уже умер, Уйлаки и Сигизмунд Сентдьёрди вскоре вступили в переговоры с посланниками Матьяша. Стычки на западных окраинах продолжались несколько месяцев, что помешало Матьяшу оказать военную помощь Томашевичу против османов, которые взяли Смедерево 29 июня и завершили завоевание Сербии.

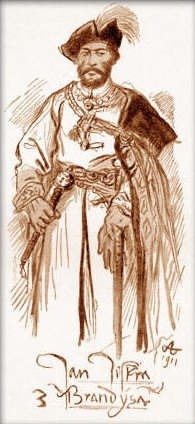
Ян Искра из Брандиса—рисунок Миколаша Алеша

Искра присягнул на верность императору Фридриху 10 марта 1460 года. Папа Пий II предложил себя посредником в заключении мирного договора между императором и королём. Подебрад также понял, что ему нужно поддерживать Матьяша или, по крайней мере, придерживаться нейтралитета. Он отправил свою дочь в Буду и предложил свою помощь. Вскоре папа предложил финансовую поддержку антиосманской кампании. Однако Ян Искра вернулся из Польши, возобновив вооружённые конфликты с чешскими наемниками в начале 1460 года. Матьяш захватил недавно возведённую крепость у чехов, но не смог заставить их подчиниться ему. Расходы на его пятимесячную кампанию в Верхней Венгрии были оплачены за счёт чрезвычайного налога. Матьяш вступил в союз с мятежным братом императора и эрцгерцогом Австрии Альбрехтом VI. Йиржи Подебрадский встал на сторону императора, хотя свадьба его дочери Екатерины с Матьяшем состоялась 1 мая 1461 г. (женат в 1461—1464 гг.). Отношения между Матьяшем и его тестем ухудшились из-за продолжающегося присутствия чешских наемников в Верхней Венгрии. Матьяш начал новую кампанию против них после того, как сейм разрешил ему собрать чрезвычайный налог в середине 1461 года. Однако он несмог победить Искру, который даже захватил Кежмарок.
Послы Матьяша и императора Фридриха согласовали условия мирного договора 3 апреля 1462 года, по которому император должен был вернуть Святую корону Венгрии за 80 тыс. золотых флоринов, но его право на использование титула короля Венгрии вместе с Матьяшем было подтверждено. В соответствии с договором император усыновил Матьяша, что дало ему право наследовать своему «сыну», если Матьяш умрет, не оставив законного наследника. В течение месяца Искра уступил Матьяшу, сдав все крепости в Верхней Венгрии представителям короля; в качестве компенсации с согласия королевского совета и до подписания мирного договора с Фридрихом он получил большие владения возле Тисы и Арада и 25 тыс. золотых флоринов. Чтобы уплатить большие суммы, предусмотренные его договорами с императором и Искрой, Матьяш с согласия королевского совета собрал чрезвычайный налог. Сейм, собравшийся в середине 1462 г., подтвердил это решение, но только после того, как 9 прелатов и 19 баронов пообещали, что в дальнейшем не будет введено никаких чрезвычайных налогов. Наняв наемников из числа соратников Искры, Матьяш начал организовывать профессиональную армию, которая в последующие десятилетия стала известна как «Чёрная армия». Мирный договор был заключён в Винер-Нойштадте 19 июля 1463 года.
Османский султан Мехмед II вторгся в Валахию в начале 1462 года. Он не завоевал страну, но валашские бояре свергли Влада III Цепеша, заменив его младшим братом и фаворитом султана Раду III Красивым. Новый правитель был готов пойти на уступки трансильванским саксонским купцам, которые вступили в ожесточенный конфликт с Цепешем. Последний обратился за помощью к венгерскому королю, и в ноябре они встретились в Брассо. Однако саксонцы представили Матьяшу письмо, якобы написанное Цепешем султану Мехмеду, в котором тот предложил свою поддержку османам. Убеждённый в предательстве, Матьяш заключил бывшего князя в тюрьму.
Готовясь к войне против османов, Матьяш провел сейм в Тольне в марте 1463 года. Хотя сословия разрешили ему взимать чрезвычайный налог в один флорин, он не вмешивался, когда Мехмед II вторгся в Боснию в июне. Через месяц османы убили короля Стефана Томашевича и завоевали всю страну. Матьяш принял наступательную внешнюю политику только после того, как 19 июля 1463 года в Винер-Нойштадте были ратифицированы условия его мира с императором Фридрихом. Он привел свои войска в Боснию и завоевал Яйце и другие крепости в её северной части. Завоеванные регионы были организованы в банаты Яйце и Сребреник. Венгерскому правителю помогал герцогу Святого Саввы Степану Вукчич Косача который контролировал территорию современной и Старой Герцеговины. Бывший вассал боснийских королей, Степан принял сюзеренитет Матьяша.
Королева Екатерина умерла в начале 1464 года во время подготовки к коронации своего мужа возвращённой императором Фридрихом короной Святого Иштвана. Церемония была проведена в полном соответствии с обычным правом Венгрии 29 марта 1464 года; Архиепископ Эстергомский Денеш Сечи торжественно возложил Святую Корону на голову Матьяша в Секешфехерваре. На сейме, созванном по этому поводу, только что коронованный король подтвердил свободы дворянства. В дальнейшем законность правления Хуньяди не могла подвергаться сомнению.

### Первые реформы (1466—1467)

#### Политические
Матьяш уволил своего главного канцлера архиепископа Сечи, заменив его архиепископом Калоча Стефаном Вардаем и Яном Витезом. Оба прелата носили титул главного и тайного канцлера, но Вардай был фактическим руководителем королевской канцелярии. Примерно в то же время Матьяш объединил высшие судебные инстанции — Суд особого королевского присутствия и Суд личного присутствия — в один верховный суд. Новый верховный суд уменьшил авторитет традиционных судов под председательством баронов и способствовал профессионализации отправления правосудия. Он назначил епископа Чанада Альберта Хангачи первым главным судьёй.
Султан Мехмед II вернулся в Боснию и в июле 1464 г. осадил Яйце. Матьяш начал собирать свои войска вдоль реки Савы, вынудив султана снять осаду 24 августа. Король и его армия переправились через реку и захватили Сребреницу. Он также осадил Зворник, но прибытие большой османской армии вынудило его отступить в Венгрию. В следующем году Матьяш вынудил Степана Вукчича, передавшего Макарскую Краину Венецианской республике, разместить венгерские гарнизоны в своих крепостях вдоль реки Неретвы.
Сечи умер в 1465 году, и Ян Витез стал новым архиепископом Эстергома. Матьяш заменил двух воевод Трансильвании — Миклоша Уйлаки и Яноша Понграца из Денгелега — графами Сигизмундом и Яношем Сентдьёрдьи, а также Бертольдом Эллербахом. Хотя Уйлаки сохранил за собой должность бана Мачвы, король назначил Петра Соколи управлять провинцией вместе со старым баном.
Матьяш созвал сейм для подготовки к антиосманской кампании в 1466 году. С этой же целью он получал субсидии от папы Павла II. Однако король понял, что от христианских держав нельзя ожидать существенной помощи, и молчаливо отказался от своей антиосманской внешней политики. Он не вторгался на территорию Османской империи, и османы не совершали крупных вторжений в Венгрию, подразумевая, что он подписал мирный договор с прибывшим в Венгрию в 1465 году посланником Мехмеда II.
Матьяш посетил Славонию и уволил двух банов - Миклоша Уйлаки и Имре Запольяи, заменив их Яном Витовцем и Иоанном Тузом в 1466 году. В начале следующего года он начал кампанию в Верхней Венгрии против банды чешских наемников, находившихся под командованием Яна Швелы, и захвативших Костоланы (ныне Вельке Костоляны в Словакии). Матьяш разбил их и повесил Швелу и его 150 товарищей.

#### Экономические
На сейме в марте 1467 г. были переименованы два традиционных налога; после этого прибыль палаты собиралась в качестве налога в королевскую казну, а тридцатая — в качестве таможенных пошлин Короны. Из-за этого изменения все предыдущие налоговые льготы стали недействительными, что увеличило государственные доходы. Матьяш приступил к централизации управления королевскими доходами. Он доверил управление таможней короны новообращенному еврейскому купцу Иоанну Эрнусту. В течение двух лет тот отвечал за сбор всех обычных и чрезвычайных налогов, а также за управление соляными копями.
Налоговая реформа Матьяша вызвала восстание в Трансильвании. Представители «трех наций» провинции — дворяне, саксы и секеи — 18 августа сформировали союз против короля в Колозсмоносторе (ныне район Мэнэштур в Клуж-Напоке, Румыния), заявив, что они готовы бороться за свободу Венгрии. Матьяш немедленно собрал свои войска и поспешил в провинцию. Повстанцы сдались без сопротивления, но король сурово наказал их лидеров, многие из которых были посажены на кол, обезглавлены или замучены. Подозревая, что Стефан Великий поддержал восстание, Матьяш вторгся в Молдавию. Однако силы Стефана разгромили силы Матьяша в битве при Байе 15 декабря 1467 года. Матьяш получил серьёзный урон, что вынудило его вернуться в Венгрию.

## Внутренняя политика
В начале правления Матьяша Корвина его политика определялась Яношем Витезом. Матьяш Хуньяди и Янош Витез начали централизацию страны, предусматривавшую усиление королевской власти в противовес баронам и формирование государственного аппарата из среднего дворянства, горожан-бюргеров и зажиточных крестьян. Феодальные рекрутские наборы, проводимые аристократами, были заменены регулярным наёмным национальным войском — «Чёрной армией».
С целью обеспечить независимость королевского войска от баронов была проведена и финансовая реформа. При Матьяше был установлен регулярный сбор налогов (1467), к тому же, король за 33 года своего царствования более 40 раз объявлял о введении «чрезвычайного налога». Была налажена работа казначейства, аппарат которого состоял из людей низкого происхождения и возглавлялся купцом и баном Славонии, евреем-выкрестом Яношем Эрнстом. В итоге, годовой доход короны возрос в четыре раза и мог достигать отметки в миллион форинтов. С другой стороны, жёсткие налоговые поборы вызвали восстание союза трёх наций в Трансильвании. Подозрения Матьяша, что повстанцев поддерживал молдавский господарь Стефан III Великий, спровоцировали венгерское вторжение в Молдову, окончившееся поражением в битве у Байи.

## Внешняя политика
Благодаря реорганизации армии и налоговой системы Матьяш Корвин мог вести войны в Чехии, Сербии, Австрии. В 1462 году он провёл ряд мелких военных операций в Словакии и возвратил Венгрии несколько крепостей, ранее занятых наёмниками-гуситами под командованием Яна Искры из Брандыса. Специально для ведения внешних войн Матьяшем создана была передовая по тем временам наёмная «Черная армия», каждый четвёртый пехотинец в которой — впервые в Западной Европе — вооружался фитильной аркебузой.

### Борьба сОсманской империей

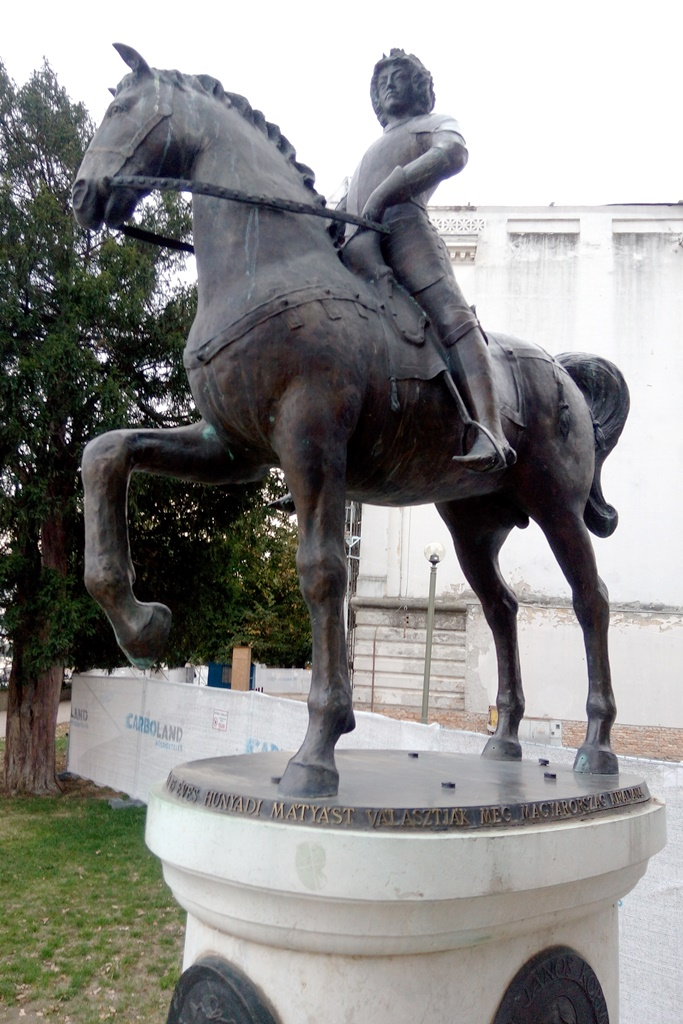
Конный памятник Матьяшу Хуньяди в парке Варкерт, Сегед

В 1464 году Матьяш Хуньяди по призыву папы Пия II выступил в военный поход против турок-османов, в 1459 году фактически подчинивших себе Сербию, и взял боснийскую крепость Яйце. Однако кончина римского папы перечеркнула планы Матьяша по организации всеевропейского крестового похода и вынудила его остановить военные действия. Во время правления Матьяша в целом сохранялось перемирие с султаном, и случались лишь спорадические набеги турок. Одно из таких нападений на Трансильванию было отражено в 1479 году двумя полководцами венгерского короля, Палом Кинижи и Иштваном Батори, близ Кеньейрмезё.
В дальнейшем, венгерский король придерживался мысли, что Венгрия не в состоянии остановить турецкую экспансию самостоятельно или в ситуативном союзе, а для эффективного противостояния растущей мощи Османской империи необходимо создать единую Дунайскую монархию, которая бы объединила Венгрию, Чехию, Австрию и, возможно, Польшу на правах личной унии и могла превзойти осман по военному потенциалу. Эта тенденция к сближению центральноевропейских государств прослеживалась с XIII века, и в этом плане основными соперниками Матьяша были Габсбурги и Ягеллоны, также претендовавшие на роль объединителя в регионе. Такая позиция Матьяша вызвала недовольство и значительной части его соратников, пришедших к заключению, что король преследует исключительно собственные амбиции, а концентрация усилий на борьбу с соседними христианскими странами отвлекает внимание от настоящего противника Венгрии — Оттоманской Порты. Против Корвина выступила значительная часть феодалов, а идейными вдохновителями движения стали Янус Паннониус и архиепископ Янош Витез. Последний был заключён в тюрьму в Эстергоме, где он вскоре и умер.

### Войны в Чехии и Австрии

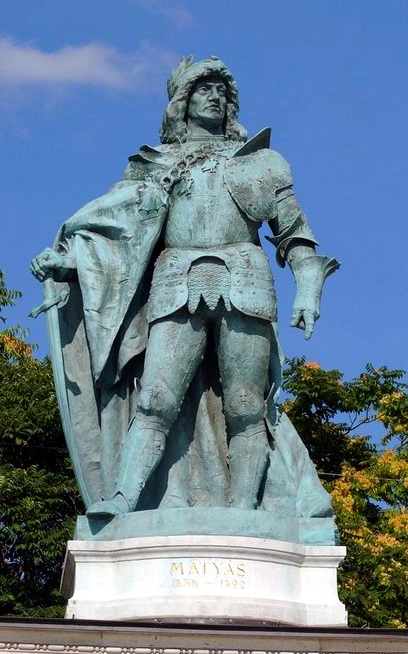
Статуя Матьяша Корвина в Будапеште

Бывший зять Матьяша Викторин из Подебрад вторгся в Австрию в начале 1468 года. Император обратился к Хуньяди за поддержкой, намекнув на возможность его избрания римским королем, что могло стать первым шагом к императорскому престолу. 31 марта Матьяш объявил войну отцу Виктора, королю Богемии Георгию. Он сказал, что также хочет помочь чешским католическим аристократам против их «монарха-еретика», которого Папа отлучил от церкви. Венгры изгнали чешские войска из Австрии и вторглись в Моравию и Силезию. Монарх принимал активное участие в боевых действиях; он был ранен во время осады Тршебича в мае 1468 г. и попал в плен в Хрудиме, когда в феврале 1469 г., переодевшись, шпионил за вражеским лагерем. Но его отпустили, потому что он заставил своих пленителей поверить в то, что он местный чешский жених.
Сейм 1468 г. уполномочил Матьяша взимать чрезвычайный налог для финансирования новой войны, но только после того, как 8 прелатов и 13 светских феодалов пообещали от имени короля, что он не будет требовать таких сборов в будущем. Матьяш также использовал королевские прерогативы для увеличения своих доходов. Например, он заказал в графстве палатинский эйр, расходы на который должны были быть покрыты местными жителями, но вскоре уполномочил графство выкупить отмену этой пошлины.
Чешские католики, которыми руководил Зденек из Штернберка, объединились с Матьяшем в феврале 1469 года. Их объединённые войска были окружены в Вилемове армией Йиржи. Опасаясь попасть в плен, венгерский правитель начал переговоры со своим бывшим тестем. Они встретились в соседней лачуге, где Матьяш убедил его подписать перемирие, пообещав, что он станет посредником в примирении между умеренными гуситами и Святым Престолом. Следующая их встреча состоялась в апреле в Оломоуце. Здесь папские легаты выступили с требованиями, включая назначение католического архиепископа на Пражский престол, что не могло быть принято Подебрадом. Чешские католические сословия избрали Матьяша королем Богемии в Оломоуце 3 мая, но он так и не был коронован. Моравия, Силезия и Лужица вскоре приняли его правление, но Богемия осталась верна своему королю. Сословия Богемии даже признали право старшего сына Казимира IV Владиславом II Ягеллоном унаследовать престол.

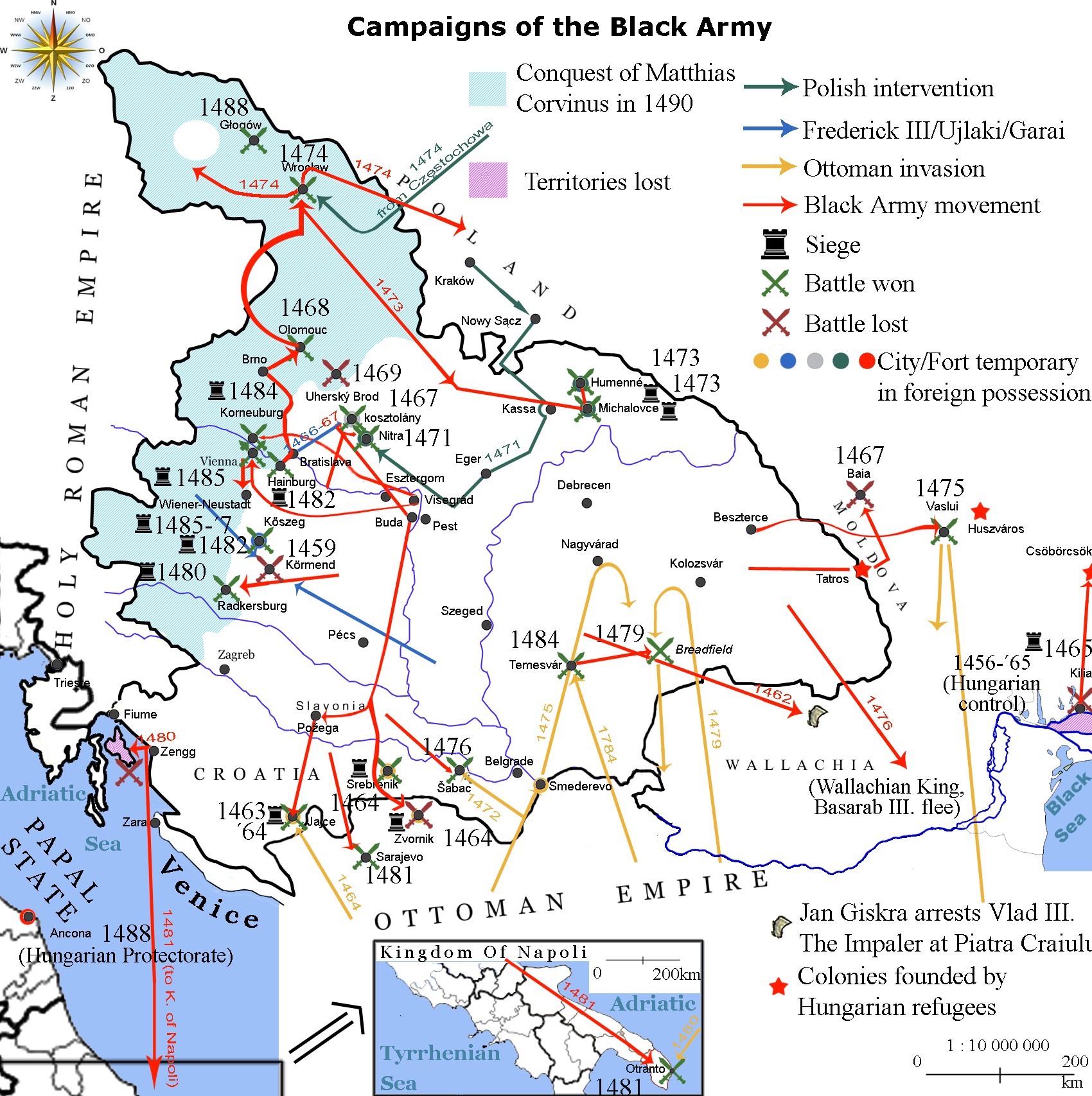
Завоевания Матьяша в Центральной Европе

Отношения с Фридрихом III тем временем ухудшились, потому что тот обвинил Матьяша в том, что он позволил османам пройти через Славонию во время набегов на его владения. Семья Франгепан, чьи владения в Хорватии подвергались османским набегам, вступила в переговоры с императором и Венецианской республикой. В 1469 году Матьяш отправил армию в Хорватию, чтобы помешать венецианцам захватить прибрежный город Сень на Адриатике.
Король изгнал чехов из Силезии. Однако армия венгров была окружена и разбита у Угерского Брода 2 ноября, что вынудило его отступить в Венгрию. Вскоре Матьяш приказал собрать чрезвычайный налог без проведения сейма, что вызвало широкое недовольство среди венгерских сословий. Он посетил императора Фридриха в Вене 11 февраля 1470 г., надеясь, что император внесёт свой вклад в расходы на войну против Подебрада. Хотя переговоры длились месяц, компромисса достигнуто не было. Император также отказался взять на себя обязательство способствовать избранию Матьяша римским королём. Через месяц Матьяш покинул Вену, не попрощавшись с Фридрихом III.
Осознав растущее недовольство венгерских сословий, Матьяш провёл в ноябре сейм. Сейм снова уполномочил его взимать чрезвычайный налог, оговорив, что сумма всех налогов, подлежащих уплате за порт, не может превышать одного флорина. Сословия также дали понять, что они выступают против войны в Богемии. Йиржи Подебрадский умер 22 марта 1471 года. Сейм Богемии избрал королем Владислава Ягеллончика 27 мая. Папский легат Лоренцо Роверелла вскоре объявил выборы недействительными и подтвердил выборы Матьяша королём Богемии, но имперский сейм отклонил требование венгерского правителя.
Матьяш находился в Моравии, когда ему сообщили, что группа венгерских прелатов и баронов предложила трон Казимиру, младшему сыну короля Польши Казимира IV. Заговор был инициирован архиепископом Иоанном Витезом и его племянником Янусом Паннонием, епископом Печа, которые выступали против войны против католика Владислава Ягеллона. Первоначально их план был поддержан большинством сословий, но никто не осмелился восстать против Матьяша, что позволило ему без сопротивления вернуться в Венгрию. Матьяш провел сейм и пообещал воздерживаться от взимания налогов без согласия сословий и созывать сейм каждый год. Его обещания устранили большую часть недовольства сословий, и 21 сентября почти 50 баронов и прелатов подтвердили ему свою лояльность. Казимир Ягеллон вторгся 2 октября 1471 года, при поддержке епископа Яна Паннония захватил Нитру (ныне Нитра в Словакии), но к нему присоединились только два барона, Янош Розгоньи и Миклош Перени. В течение пяти месяцев принц Казимир покинул Венгрию, епископ Янус Панноний умер во время бегства, а архиепископу Иоанну Витезу было запрещено покидать свою кафедру. Матьяш назначил силезца Иоганна Бекенслоера управляющим архиепископством Эстергомским. Витез умер, и через год его сменил Беккенслоер.
Тем временем османы захватили венгерские форты на реке Неретве. Матьяш назначил богатого барона Миклоша Уйлаки королем Боснии в 1471 году, доверив ему защиту провинции. Узун Хасан, глава туркмен Ак-Коюнлу, предложил Матьяшу антиосманский союз, но воздержался от нападения на Османскую империю. Матьяш поддержал австрийских дворян, восставших против императора Фридриха в 1472 году. В следующем году Матьяш, Казимир IV и Владислав вступили в переговоры об условиях мирного договора, но обсуждения длились месяцами. Матьяш пытался объединить правительство Силезии, которое состояло из десятков более мелких герцогств, назначив генерал-капитана. Однако сословия отказались избрать его кандидата герцогом Фридрихом I Лигницким..
В январе 1474 года Бей Смедерево Али-бей Михалоглу разграбил восточные районы Венгрии, разрушил Варад и взял 16 тыс. пленных. В следующем месяце послы Матьяша и Казимира IV подписали мирный договор, также было объявлено трёхлетнее перемирие между Матьяшем и Владиславом Ягеллоном. Однако в течение месяца последний заключил союз с императором Фридрихом, к которому присоединился Казимир IV. Казимир IV и Владислав вторглись в Силезию, в октябре осадив Матьяша во Вроцлаве. Он помешал осаждающим собирать провизию, вынудив их снять осаду. После этого силезские и моравские сословия охотно избрали новыми генерал-капитанами венгерских кандидатов — Стефана Заполю. и Цтибора Товачовского Хуньяди подтвердил это решение, хотя Товачовский был сторонником Владислава Ягеллона.
В конце 1474 года турки вторглись в Валахию и Молдавию,. против них Матьяш послал к Стефану Великому подкрепление под командованием Блеза Мадьяра. Их объединённые силы разгромили захватчиков в Васлуйской битве 10 января 1475 года. Опасаясь нового османского вторжения, князь Молдавии 15 августа присягнул Матьяшу Султан Мехмед II предложил мир, но Матьяш отказал . и начал боевые действия на территории Османской империи, 15 февраля 1476 года захватив важную крепость на реке Сава Шабац. Во время осады Матьяш едва избежал плена, наблюдая за крепостью с лодки.
По неизвестным причинам в начале 1476 года архиепископ Иоганн Беккенслоер покинул Венгрию, взяв с собой казну Эстергомского престола. Он бежал в Вену и предложил свои средства императору,. которого король обвинил в том, что он настроил против него архиепископа.
Мехмед II начал поход против Молдавии летом 1476 года. Хотя он выиграл битву при Валя-Алба 26 июля, нехватка провизии вынудила его отступить. Матьяш отправил в княжество вспомогательные войска под командованием освобождённого из под стражи Влада Цепеша и Стефана Батория. В августе союзные войска нанесли поражение османской армии у реки Сирет. При поддержке Венгрии и Молдовы Цепеш был восстановлен как князь Валахии, но в борьбе с молдавским ставленником Басарабом III Старым был убит.
Невеста Матьяша Беатриса Арагонская прибыла в Венгрию в конце 1476 года, свадьба состоялась в Буде 22 декабря. Вскоре королева установила строгий этикет, что затруднило прямые контакты между королем и его подданными. По словам Бонфини, Матьяш также «улучшил свой стол и образ жизни, ввел роскошные банкеты, пренебрегая смирением дома, и украсил столовые» после женитьбы. Согласно данным того времени, в то время доходы короля составляли около 500 тыс. флоринов, половина из которых приходилась на налог в королевскую казну и чрезвычайный налог.
Венгерский монарх заключил союз с тевтонскими рыцарями и Эрмландским епископством против Польши в марте 1477 года. Однако вместо неё он объявил войну императору Фридриху после того, как узнал, что тот подтвердил положение Владислава Ягеллона как короля Богемии и курфюрста. Матьяш вторгся в Нижнюю Австрию и перекрыл подступы к Вене. Ягеллон отказался поддерживать императора, вынудив его искать примирения. При посредничестве папы Сикста IV, Венеции и Фердинанда I Неаполитанского Хуньяди заключил мирный договор с Фридрихом III, который был подписан 1 декабря. Император пообещал утвердить Матьяша в качестве законного правителя Богемии и выплатить ему компенсацию в размере 100 тыс. флоринов. Они встретились в Корнойбурге, где Фридрих III назначил Матьяша королём Богемии, а тот поклялся в верности императору.
Переговоры между посланниками Матьяша и Владислава ускорились в течение следующих нескольких месяцев. Первый проект договора был согласован 28 марта 1478 г., текст был завершен к концу 1477 г. Договор разрешал обоим монархам использовать титул короля Богемии — хотя Владислав мог не называть Матьяша как такового в своей переписке, -Земли Чешской короны были разделены между ними (Владислав правил в Богемии, Хуньяди — в Моравии, Силезии и Лужице). Они торжественно ратифицировали мирный договор на встрече в Оломоуце 21 июля.

### Война с Австрией (1479—1487)

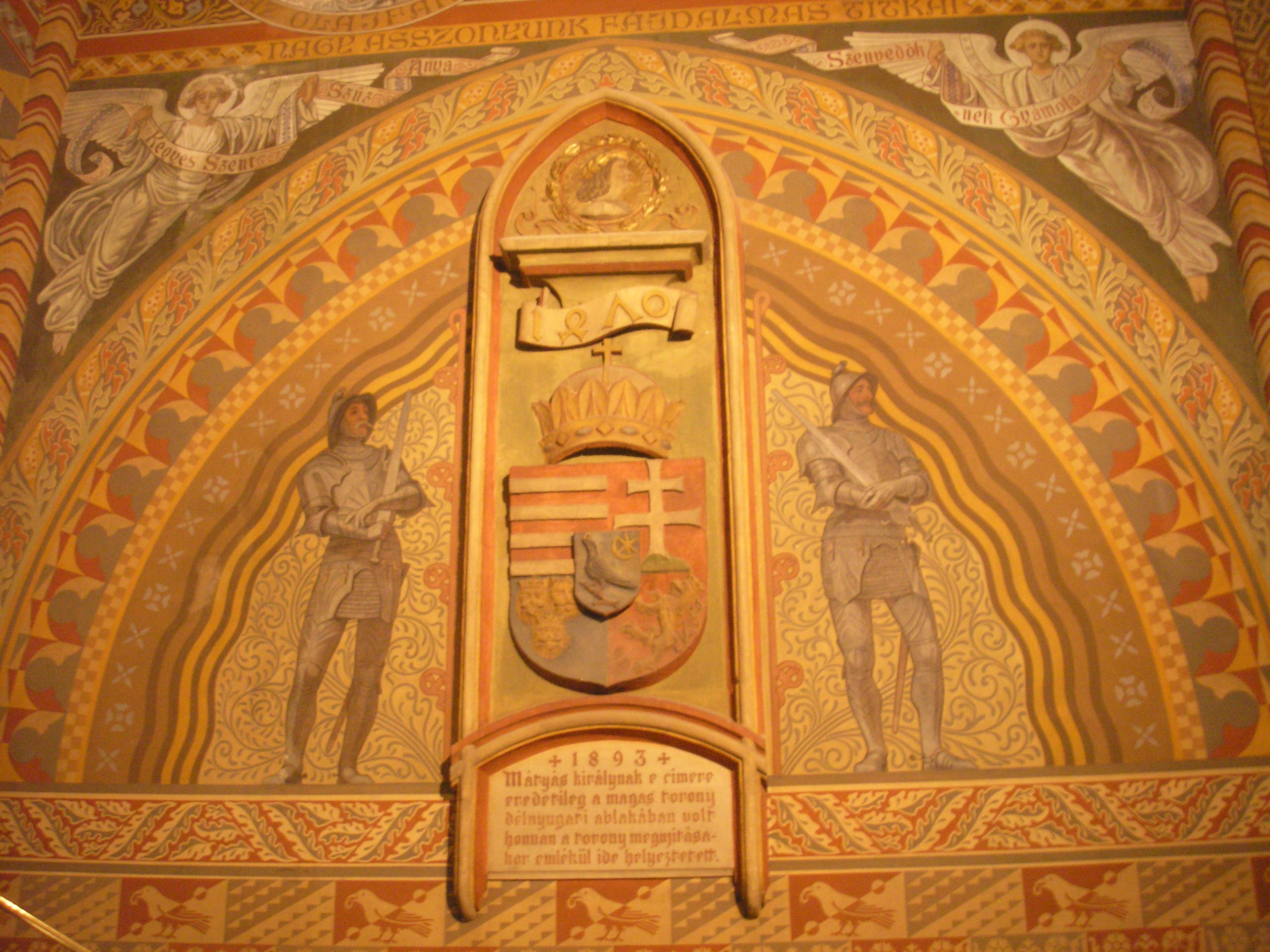

Император Фридрих выплатил только половину суммы, причитавшейся Венгрии в соответствии с договором 1477 года. Матьяш заключил договор со Швейцарским союзом 26 марта 1479 г., препятствуя вербовке императором швейцарских наемников. Он также вступил в союз с архиепископом Зальцбургским Бернхардом II Рором, который позволил ему завладеть крепостями архиепископства в Каринтии, Крайне и Штирии.
В конце 1479 года османская армия при поддержке господаря Валахии Басараба Цепелюша вторглась в Трансильванию и сожгла Сасварош, но Иштван Батори и Павел Кинижи уничтожили их 13 октября в битве на Хлебовом поле. Матьяш для улучшения защиты южной границы объединил командование всеми крепостями вдоль Дуная к западу от Белграда в руках Кинижи. Венгрия послала подкрепление Стефану Великому, который вторгся в Валахию в начале 1480 года; в ноябре венгры начали поход до Сараево в Боснии. Были созданы пять оборонительных провинций, или банатов, сосредоточенных вокруг крепостей Сёреньвара, Белграда, Шабаца, Сребреницы и Яйце. В следующем году Матьяш возбудил уголовное дело против Франкапанов, Зринских и других ведущих хорватских и славянских магнатов за их предполагаемое участие в заговоре 1471 года. Большинство баронов были помилованы, как только соглашались на введение нового земельного налога. В 1481 году за ссуду в 100 тыс. флоринов Хуньяди захватил город Маутерн в Штирии и Санкт-Пельтен в Нижней Австрии у одного из двух кандидатов на епископство Пассау Фридриха Мауэркирхена.
Султан Мехмед II умер 3 мая 1481 года. В Османской империи началась гражданская война между его сыновьями Баязидом II и Джемом. Потерпев поражение, Джем бежал на Родос, где рыцари-госпитальеры держали его под стражей. Матьяш потребовал опеки над Джемом в надежде использовать его для получения уступок от Баязида, но Венеция и папа Иннокентий VIII решительно выступили против. В конце 1481 года венгерские вспомогательные войска поддержали тестя Матьяша Фердинанда I Неаполитанского, чтобы снова занять захваченный османами годом ранее Отранто.
Хотя «Черная армия» уже осадила Хайнбург-ан-дер-Донау в январе 1482 г., Матьяш официально объявил войну императору Фридриху три месяца спустя. Он лично руководил осадой с конца июня, и город перешёл к нему в октябре. В течение следующих трёх месяцев были захвачены Санкт-Файт-ан-дер-Глан, Энцерсдорф-ан-дер-Фиша и Кёсег. Папский легат Бартоломео Мараски пытался выступить посредником в заключении мирного договора между враждующими сторонами, но Матьяш отказался от того. и взамен подписал пятилетнее перемирие с султаном Баязидом.
Брак Матьяса с Беатрисой не привёл к появлению сыновей; король пытался укрепить положение своего незаконнорожденного сына Яноша Корвина. Ребёнок получил замок Сарош и с согласия отца унаследовал обширные владения своей бабушки Елизаветы. Матьяш также вынудил Виктора Подебрадского отказаться в пользу ребёнка от герцогства Троппау в Силезии в 1485 году. Королева Беатрис выступила против фаворитизма мужа к Корвину, но король назначил архиепископом Эстергомским своего восьмилетнего племянника Ипполито I д’Эсте. Папа отказывался подтверждать назначение ребёнка в течение многих лет. «Черная армия» окружила Вену в январе 1485 года, осада длилась пять месяцев и закончилась триумфальным вступлением 1 июня Матьяша во главе 8000 ветеранов. Король вскоре переместил свой двор в недавно завоеванный город и созвал сословия Нижней Австрии в Вену, заставив их присягнуть на верность.
Матиас, милостью Божией, король Венгрии, Богемии, Далмации, Хорватии, Рамы, Сербии, Галиции, Лодомерии, Кумании и Болгарии, герцог Силезии и Люксембурга и маркграф Моравии и Лужицы, на вечную память об этом деле. Подобает, чтобы короли и князья, поставленные небесным указом на вершину высшей должности, были украшены не только оружием, но и законами, и чтобы подчиненный им народ, а также бразды власти сдерживались силой хороших и стабильных институтов, а не жестокостью абсолютной власти и предосудительными злоупотреблениями
По инициативе монарха сейм 1485 г. принял систематический свод законов Decretum maius, который заменил многие предыдущие противоречивые указы. Свод законов ввел существенные реформы в отправление правосудия; были упразднены Палатинский эйр и чрезвычайные собрания графств, что укрепило положение окружных судов. Матьяш также постановил, что в случае отсутствия монарха или меньшинства палатин имеет право править в качестве регента.
Император Фридрих убедил шестерых из семи курфюрстов Священной Римской империи 16 февраля 1486 года провозгласить римским королём его сына Максимилиана. Однако императору не удалось пригласить на собрание короля Богемии — ни Матьяша, ни Владислава. Пытаясь склонить последнего к протесту, Матьяш пригласил его на личную встречу. Хотя в сентябре они заключили союз в Йиглаве, богемские сословия отказались его подтвердить, и Владислав признал избрание Максимилиана.
Тем временем война продолжалась: «Черная армия» захватила несколько городов в Нижней Австрии, в том числе Ла-ан-дер-Тайя и Штайн в 1485 и 1486 годах. Матьяш учредил канцелярию в Нижней Австрии в 1486 году, но так и не ввел отдельную печать для этого королевства. Он принял титул герцога Австрии на сейме Нижней Австрии в Эбенфурте в 1487 году. и назначил генерал-капитана Стефана Заполи, а Урбана Нагилуксея администратором Венской архиепископии, поручив защиту оккупированных городов и фортов венгерским и богемским капитанам, но в остальном сохранив признавших его власть чиновников Фридриха. Последний сопротивлявшийся Матьяшу в Нижней Австрии Винер-Нойштадт пал 17 августа 1487 года. С прибывшим во главе имперской армии герцогом Альбертом III Саксонским Матьяш провёл переговоры, по итогу которых . 16 декабря было подписано положившее конец войне шестимесячное перемирие в Санкт-Пельтене.

### Поздние годы (1487—1490)

Венгрия к концу правления Матьяша

По словам Филиппа де Коммина, подданные в последние годы жизни Матьяша боялись его, потому что он редко проявлял милосердие к тем, кого подозревал в предательстве. Он заключил в тюрьму архиепископа Петра Варади в 1484 году и приказал казнить своего канцлера в Богемии Ярослава Босковича в 1485 году. Он также заключил в тюрьму Николаса Банфи, члена семьи магнатов, в 1487 году, хотя ранее он избегал наказания старой аристократии. Заключение Банфи, по-видимому, было связано с его женитьбой на дочери князя Глогувского Яна II Жаганьского, потому что Матьяш пытался захватить это герцогство для Яноша Корвина. Иоанн Безумный вступил в союз с князем Зембицким Йиндржихом Подебрадским и 9 мая объявил войну Матьяшу. Шесть месяцев спустя Чёрная армия вторглась и оккупировала его герцогство.
Тем временем принадлежавшего Папской области жители города Анконы подняли флаг Матьяша в надежде, что он защитит их от Венеции. Папа Иннокентий VIII вскоре выразил протест, но король отказался отклонить предложение горожан, заявив, что связь между ним и городом никогда не повредит интересам Святого Престола. Он также послал вспомогательный отряд к Альфонсо Неаполитанскому, который вел войну против Святого Престола и Венеции. В 1488 году перемирие 1482 года между Венгрией и Османской империей было продлено ещё на два года, при этом османы должны были воздерживаться от вторжения в Валахию и Молдавию. В следующем году Матьяш подарил Стефану Великому два домена в Трансильвании.
Страдавший подагрой Матьяш уже не мог ходить, и после марта 1489 г. его носили на носилках. После этого вопрос о наследовании престола вызвал ожесточённый конфликт между королевой Беатрисой и Яношем Корвином. Матьяш попросил брата своей супруги и герцога Калабрии Альфонсо убедить её не бороться за корону, заявив, что «венгерский народ способен убивать до последнего человека, а не подчиняться правительству женщины». Чтобы укрепить положение своего незаконнорожденного сына, Матьяш даже предложил вывести войска из Австрии и подтвердить право императора Фридриха наследовать его престол, если тот предоставит Корвину с титулом короля Хорватию и Боснию.
Матьяш участвовал в длительной церемонии Вербного воскресенья в Вене в 1490 году, хотя в то утро чувствовал себя так плохо, что не мог позавтракать. Около полудня он попробовал оказавшийся гнилым инжир, сильно заволновался и вдруг почувствовал слабость. На следующий день он не мог говорить, и после двух дней страданий он скончался утром 6 апреля. По словам доктора медицины Фригиса Корания, король умер от инсульта; доктор Хервиг Эгерт не исключает возможности отравления. Похороны прошли в соборе Святого Стефана в Вене, Хуньяди был похоронен в соборе Секешфехервара 24 или 25 апреля 1490 года.

## Матьяш Хуньяди и культура

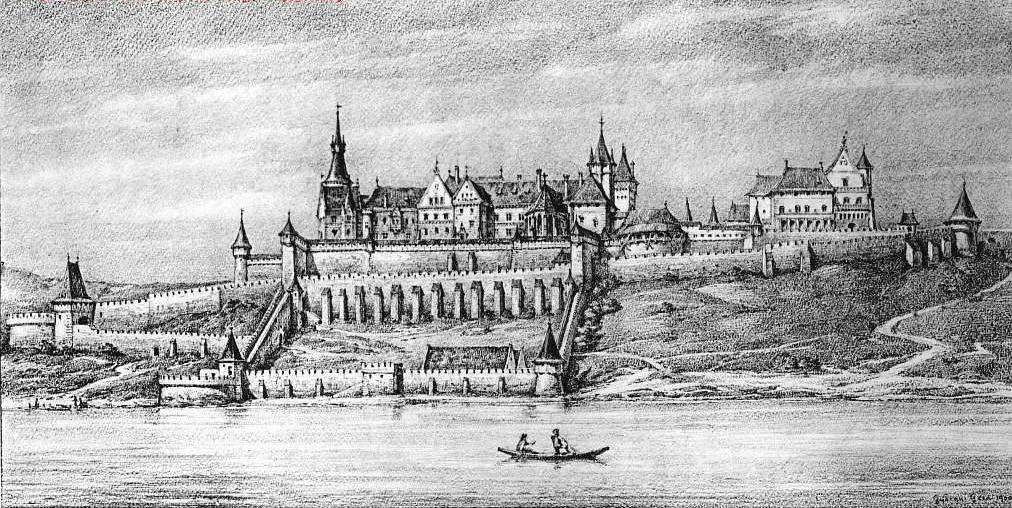
Замок Матьяша Корвина, где хранилась библиотека

В 1476 году Матьяш после смерти первой жены женился на дочери неаполитанского короля Фердинанда I Беатрисе Арагонской, и Венгрия приобщилась к культуре итальянского Ренессанса; королева была популярна в народе, поощряла просветительскую деятельность короля. По просьбе Беатрисы Матьяш отправил в Италию генерала Балаша, который в 1481 году отнял у турок город Отранто, захваченный накануне Мехмедом II. Однако брак короля с Беатрисой был омрачён отсутствием сыновей.
Блеск королевского двора в Буде, «Жемчужине Дуная» притягивал к себе учёных, деятелей культуры, гуманистов и просто образованных людей со всей Европы. Знаменитая библиотека Корвина стала крупнейшей на континенте, уступая, возможно, только ватиканской. По разным оценкам, в библиотеке Матьяша могло храниться до 2500 кодексов, что было огромным собранием по тем временам; некоторые из них существовали лишь в одном экземпляре (трактат византийского императора Константина Багрянородного «О церемониях» и «Церковная история» Никифора Каллиста). Король не жалел денег на покупку и переписку книг, а также их перевод с древнегреческого на латынь. Хотя с 1473 года немец Андреас Гесс начал в Буде книгопечатное дело, большинство томов в библиотеке Корвина — это иллюстрированные рукописи. Чаще всего они заказывались во Флоренции через местных книготорговцев и иллюстрировались известными флорентийскими миниатюристами. Со временем для переписки, оформления и переплёта книг при королевском дворе в Буде был создан скрипторий. Хранителями библиотеки состояли высокообразованные гуманисты Марцио Галеотто и Тадео Уголетти.
Хотя библиотека Корвина включала и сочинения отцов христианской церкви, византийских писателей и средневековых схоластов, и произведения писателей Раннего Ренессанса в двуязычных (греко-латинских) версиях, её главным отличием от аналогичных собраний того времени было наличие большого числа грекоязычных светских книг античных авторов, что отражало личные интересы короля. Он любил читать труды историков — Ливия, Цезаря, Курция Руфа, а также поэта Силия Италика (сохранилась переписка Матьяша с итальянским историком Помпонием Летом, которого он благодарит за пересылку эпическом поэмы Силия о Второй пунической войне). Хорошо разбираясь в философии и теологии, он мог на равных участвовать в дискуссиях при дворе. Также он был знаком с работами по военной науке и тактике, и заинтересован в астрономии и астрологии.
Города на севере королевства, в том числе и находящиеся на территории современной Словакии, стали центрами Возрождения, а Венгрия стала оказывать значительное культурное влияние на ряд соседних государств, вплоть до Великого княжества Литовского. В 1465 году Матьяш Корвин основал в Братиславе Академию Истрополитану — первый университет в Словакии. При Матьяше Хуньяди в 1488 году вышла «Chronica Hungarorum» Яноша Туроци, в которой венгры провозглашались потомками гуннов, а Корвин — «вторым Аттилой».

### Ренессансный правитель

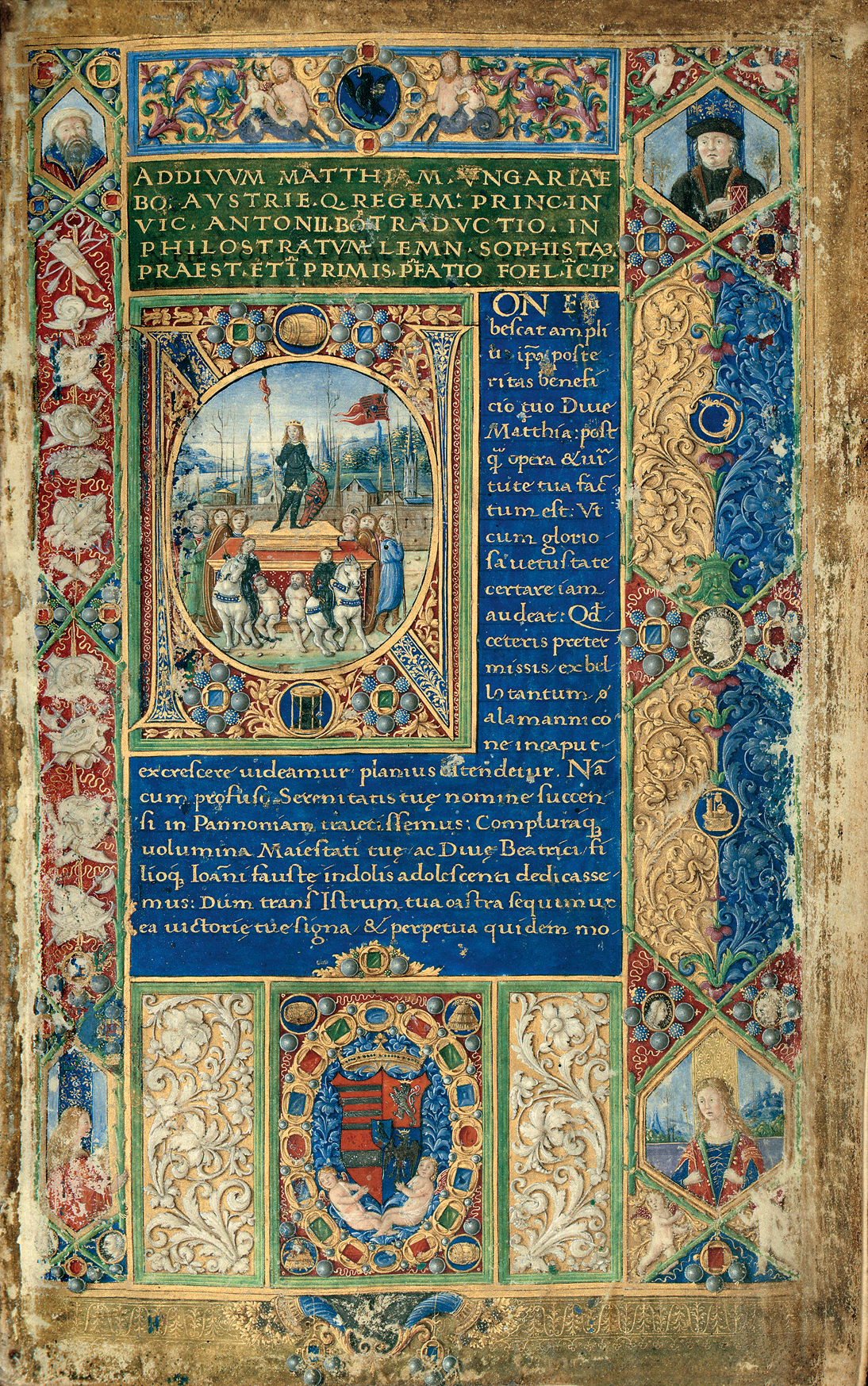
Триумф Яноша Корвина в Вене в 1485 году

Матьяш был первым неитальянским монархом, способствовавшим распространению стиля Возрождения в своём королевстве. Его брак с Беатриче Неаполитанской усилил влияние современного итальянского искусства и науки и именно во время его правления Венгрия стала первой страной за пределами Италии, принявшей Ренессанс. Самые ранние здания и работы в стиле ренессанс за пределами Италии были в Венгрии. Итальянский ученый Марсилио Фичино познакомил Матьяша с идеями Платона о царе-философе, сочетающем в себе мудрость и силу, которые очаровали Матьяша. Матьяш — главный герой книги диалога Аурелио Липпо Брандолини «Сравнение республик и королевств». Хуньяди, резюмируя свои собственные концепции государства, сказал, что монарх «стоит во главе закона и правит им».
Также Матьяш культивировал традиционное искусство. При его дворе часто пели венгерские эпические поэмы и лирические песни. Он гордился своей ролью защитника римского католицизма от османов и гуситов. Он инициировал богословские дебаты, например, по доктрине Непорочного зачатия, и «в отношении соблюдения религиозных обрядов» превзошёл как Папу, так и его легата (по мнению последнего). Матьяш выпускал в 1460-х годах монеты с изображением Девы Марии, демонстрируя свою особую преданность её культу.
По инициативе Матьяша архиепископ Иоанн Витез и епископ Янус Панноний убедили Папу Павла II разрешить им основать университет в Прессбурге 29 мая 1465 года. Academia Istropolitana была закрыта вскоре после смерти архиепископа. Король обдумывал создание нового университета в Буде, но этот план не был реализован.

### Строительство и искусства
Матьяш начал как минимум два крупных строительных проекта в Буде и Вышеграде примерно в 1479 году. В королевском замке Буды были построены два новых крыла и висячий сад, а дворец в Вышеграде был перестроен в стиле Ренессанса. Король назначил итальянца Киментия Камиция и хорвата Джованни Далмата руководить этими проектами.
Матьяш поручал украшать свои дворцы ведущим итальянским художникам своего времени: например, на него работали скульптор Бенедетто Майано и художники Филиппино Липпи и Андреа Мантенья. Сохранилась копия портрета Матьяша за авторством Мантеньи. Весной 1485 года Хуньяди решил поручить Леонардо да Винчи написать ему Мадонну. Правитель также нанял итальянского военного инженера Аристотеля Фиораванти для руководства восстановлением фортов вдоль южной границы. Он приказал построить новые монастыри в стиле поздней готики для францисканцев в Коложваре, Сегеде и Хуньяде и для паулинов в Фейередьхазе.
При дворе музыка была высокого качества. Мастер папского двора Бартоломео Мараски охарактеризовал хор капеллы Матьяша как лучший из тех, что он когда-либо слышал. При венгерском дворе проводили время композиторы уровня Жоскена Дора и Йоханнеса де Стокема, его посещали многие итальянские музыканты. Позднейшая ремарка архиепископа Эстергомского Пала Вардая, подразумевает, что влиятельный композитор Жоскен Депре много лет работал при дворе Матьяша в 1480-х годах, но Вардай мог принять его за кого-то другого, и нет никаких документальных свидетельств.

### Королевская библиотека
Матьяш примерно в 1465 году начал систематический сбор книг после прибытия своего первого библиотекаря Галеотто Марцио, друга Януша Паннония из Феррары. Обмен письмами между Таддео Уголето, сменившим Марцио в 1471 году, и Франческо Бандини способствовал развитию королевской библиотеки, поскольку последний регулярно сообщал своему другу о новых рукописях. Король также нанимал скрипторов, иллюстраторов и переплетчиков. Хотя точное число собранных книг неизвестно, Bibliotheca Corviniana к моменту смерти правителя была одной из крупнейших собраний книг в Европе.
По словам Маркуса Танне, сохранившиеся 216 томов Королевской библиотеки «показывают, что у Матьяса были литературные вкусы классического „альфа-самца“», который предпочитал светские книги религиозным произведениям. Например, сохранились латинский перевод биографии Кира Великого Ксенофонта, книги Квинта Курция Руфа об Александре Великом и военного трактата Роберто Валтурио. Матьяш любил читать, о чём свидетельствует письмо, в котором он благодарил итальянского учёного Помпония Лета за присланную работу Силиуса Италика о Второй Пунической войне.

### Поддержка учёных
Матьяшу нравилось общество гуманистов, и он вел с ними оживленные дискуссии на различные темы. Cлава о его великодушии побудила многих ученых, в основном итальянцев, поселиться в Буде. Антонио Бонфини, Пьетро Ранцано, Бартоломео Фонцио и Франческо Бандини провели много лет при дворе. Этот круг образованных людей познакомил Венгрию с идеями неоплатонизма.
Как и все интеллектуалы его времени, Матьяш был убежден, что движения и комбинации звезд и планет оказывают влияние на жизнь людей и на историю народов. Галеотто Марцио описал его как «короля и астролога», а Антонио Бонфини сказал, что Хуньяди «ничего не делал, не посоветовавшись со звездами». По его просьбе знаменитые астрономы того времени Региомонтан и Марчин Былица построили в Буде обсерваторию и установили в ней астролябии и звёздные глобусы. Региомонтан посвятил королю свою книгу о навигации, которую в будущем использовал Христофор Колумб. Король назначил Былицу своим советником в 1468 году. По словам Скотта Э. Хендрикса, «назначение известного астролога своим политическим советником обеспечило механизм снижения беспокойства, который повысил моральный дух политической элиты в его царстве, одновременно укрепив его чувство контроля перед лицом многочисленных невзгод, с которыми столкнулись венгры» в его правление.

## Последние годы
После марта 1489 г. Матьяш, страдавший от подагры, не мог ходить, и передвигался в паланкине.
Во время празднования Вербного воскресенья в Вене в 1490 году король слёг и спустя два дня мучений умер 6 апреля. По мнению профессора медицины Будапештского университета Фридьеша Кораньи, причиной смерти короля являлся инсульт, немецкий медик доктор Хервиг Эгерт допускает отравление.
Отпевание прошло в венском соборе святого Стефана, а останки захоронены в базилике Секешфехервара 24 или 25 апреля 1490 года.
Так как браки короля не привели к рождению наследника, единственным оставшимся в живых потомком Матьяша стал его внебрачный сын Янош Корвин, родившийся в 1473 году от любовницы по имени Барбара. В свои последние годы Матьяш пытался добиться признания его своим законным наследником на престоле, но тщетно.

## Значение правления

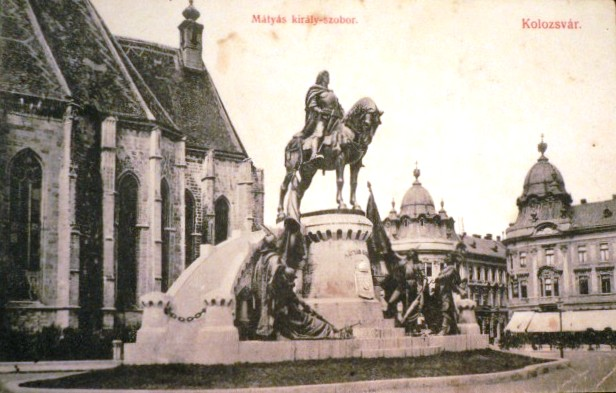
Памятник королю Венгрии Матьяшу I в г. Коложваре (ныне Клуж-Напока). 1900 год. Скульптор Я. Фадруж

В историографии время правления Матьяша Корвина принято считать временем последнего возвышения независимого Венгерского королевства. В целом, Матьяш создал централизованное государство, однако в условиях агрессии Османской империи и высокой социальной напряжённости внутри Венгерского королевства оно не могло стабильно существовать длительное время.
Устное народное творчество сохранило о нём память как о «справедливом короле» — ходила даже поговорка «Умер Матьяш, и с ним умерла справедливость». В глазах современников Корвин заслужил славу «последнего рыцаря» средневековой Европы, подкреплённую его собственными пропагандистскими шагами, в частности, утверждением о происхождении венгерского короля от римских императоров из династии Юлиев-Клавдиев и Энея.

## В культуре
Матьяш I — один из спящих королей в фольклоре ряда восточноевропейских стран. В его честь назван астероид (1442) Корвина.

### В компьютерных играх
Матьяш I Корвин присутствует в качестве правителя Венгрии в Sid Meier’s Civilization VI: Gathering Storm.